# Jaume Busquets i Mollera

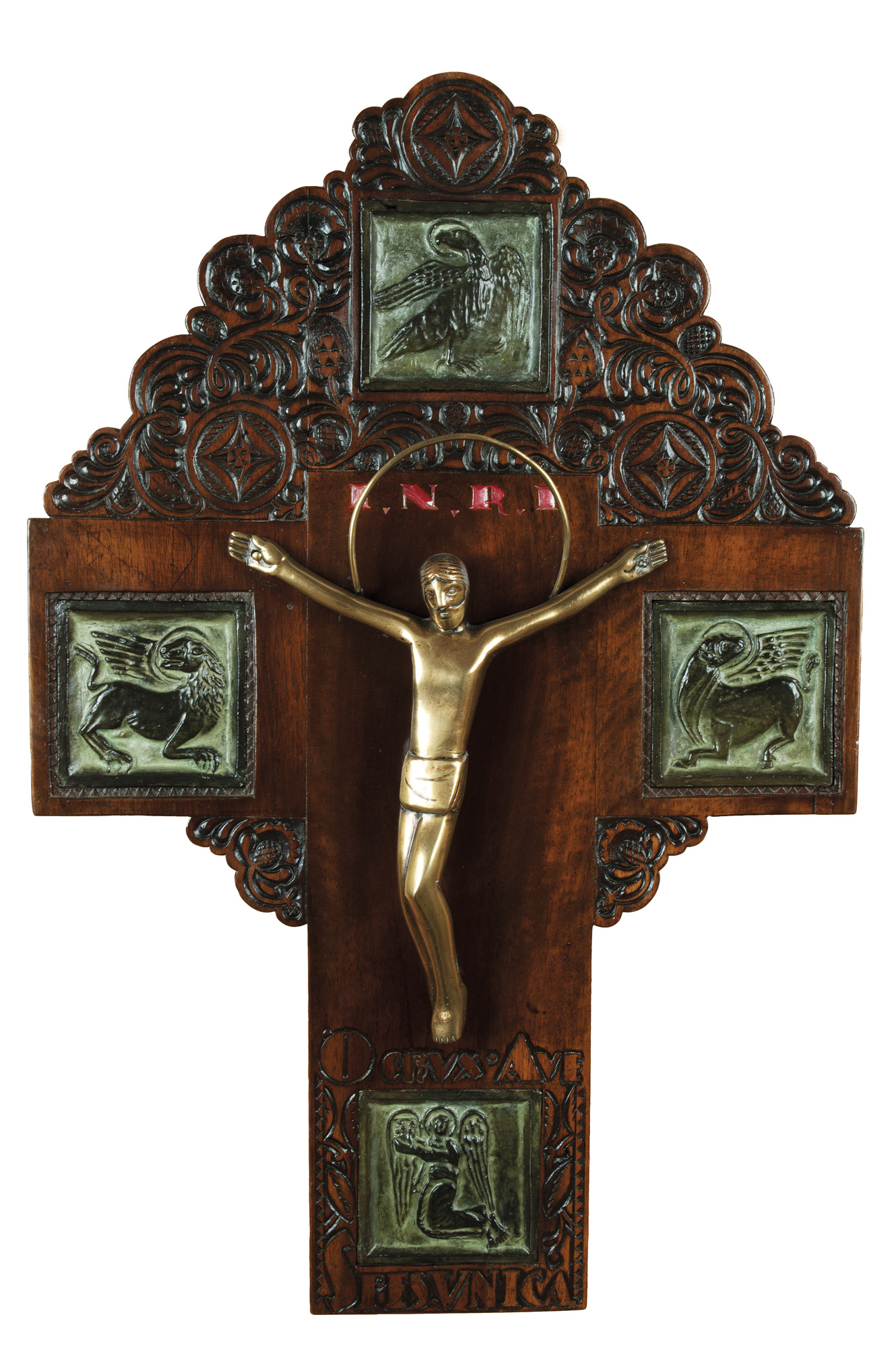
Crist, (s/d). Crucifix d'Adolf Fargnoli, 1924, Fundació Rafael Masó

Jaume Busquets i Mollera (Girona, 27 de juliol de 1903 - Girona, 21 de novembre de 1968) fou un dibuixant, escultor i pintor català.
Es va formar als tallers de Joan Llimona i del pintor Darius Vilàs. Va fer amistat amb Antoni Gaudí, que li va induir per a decidir-se per l'art religiós. Va rebre nombrosos encàrrecs de murals per a diverses esglésies i va afaiçonar escultures per a la façana del Naixement de la Sagrada Família de Barcelona. L'escena del Naixement d'aquest conjunt ha estat difosa a la Nadala del 2010 del papa Benet XVI. També esculpí un Crist jacent per a l'església de Blanes, una Verge amb Nen que presideix la façana principal de la Catedral de Girona. Per l'església parroquial de Sant Pere de Begur, esculpí la imatge de sant Pere i el retaule amb escenes de la vida de l'apòstol. Va construir l'altar major i el seu baldaquí per al temple de La Nostra Senyora de Montealegre de Barcelona, on, anys més tard, va realitzar en alabastre una imatge per al presbiteri. L'any 1955, va pintar al fresc la representació de la Santa Trinitat, a l'absis de l'església de Sant Genís de Palau-solità i Plegamans. L'any 1965 va esculpir un Sant Cristòfol d'uns 2 metres d'alçada de fusta policromada per l'església de Les Planes d'Hostoles.
Va ser director a l'Escola d'Art de Vilafranca del Penedès i després a l'Escola Massana de Barcelona.

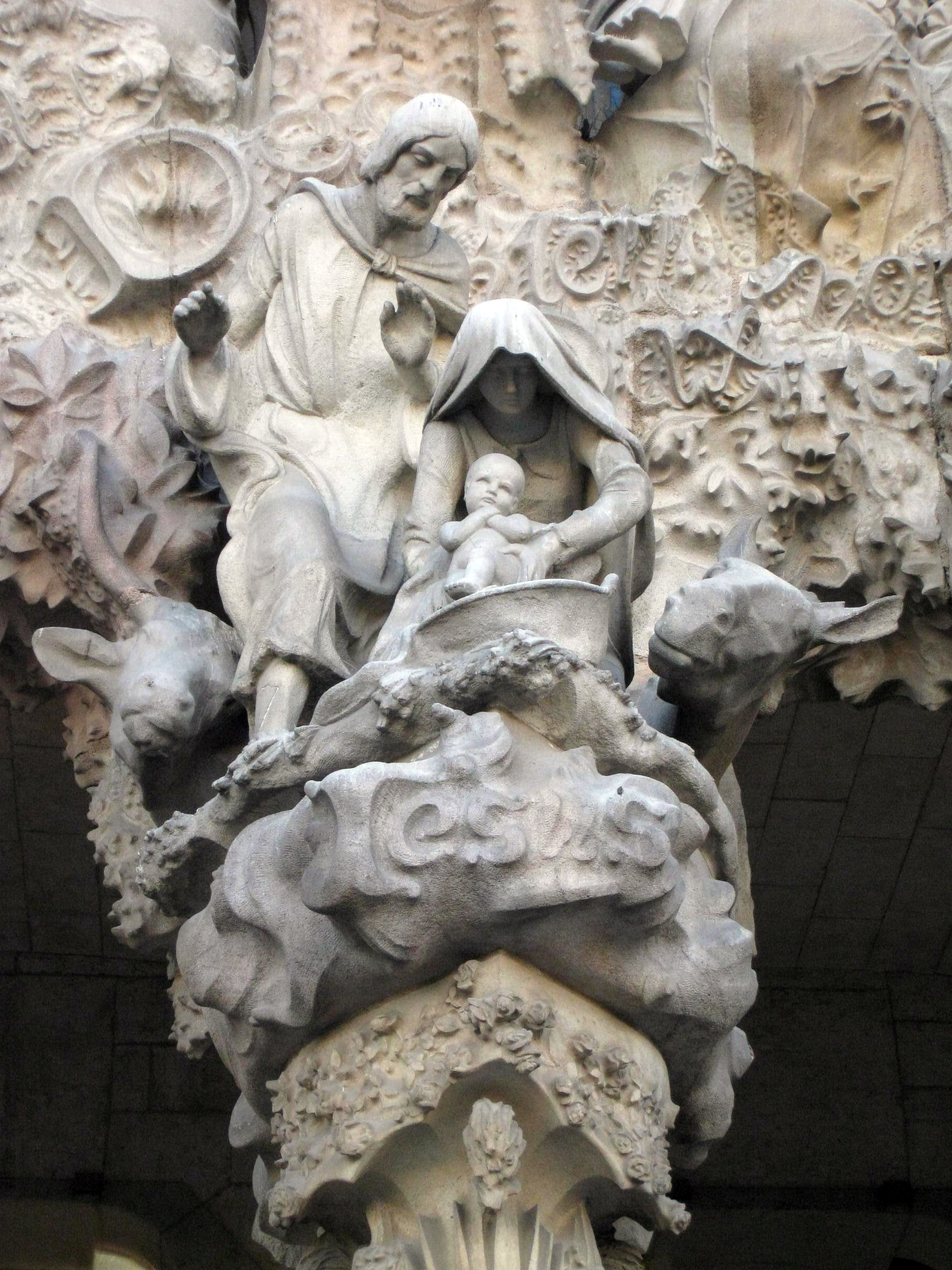
La Nativitat, porta de la Caritat de la Sagrada Família.
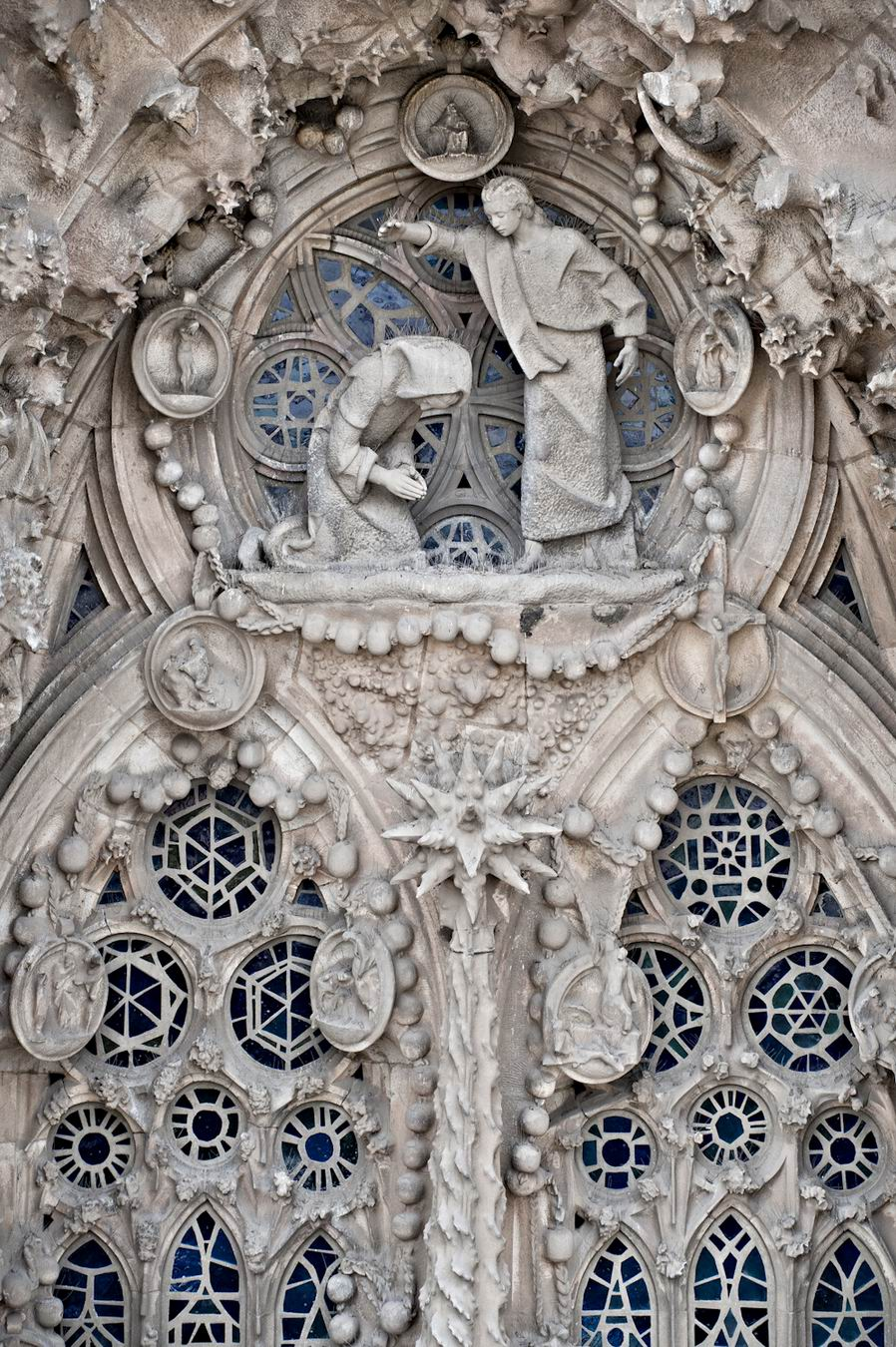
L'Anunciació, conjunt situat a l'ogiva, prop dels signes del zodíac que constaten la cronologia del naixement, Sagrada Família.
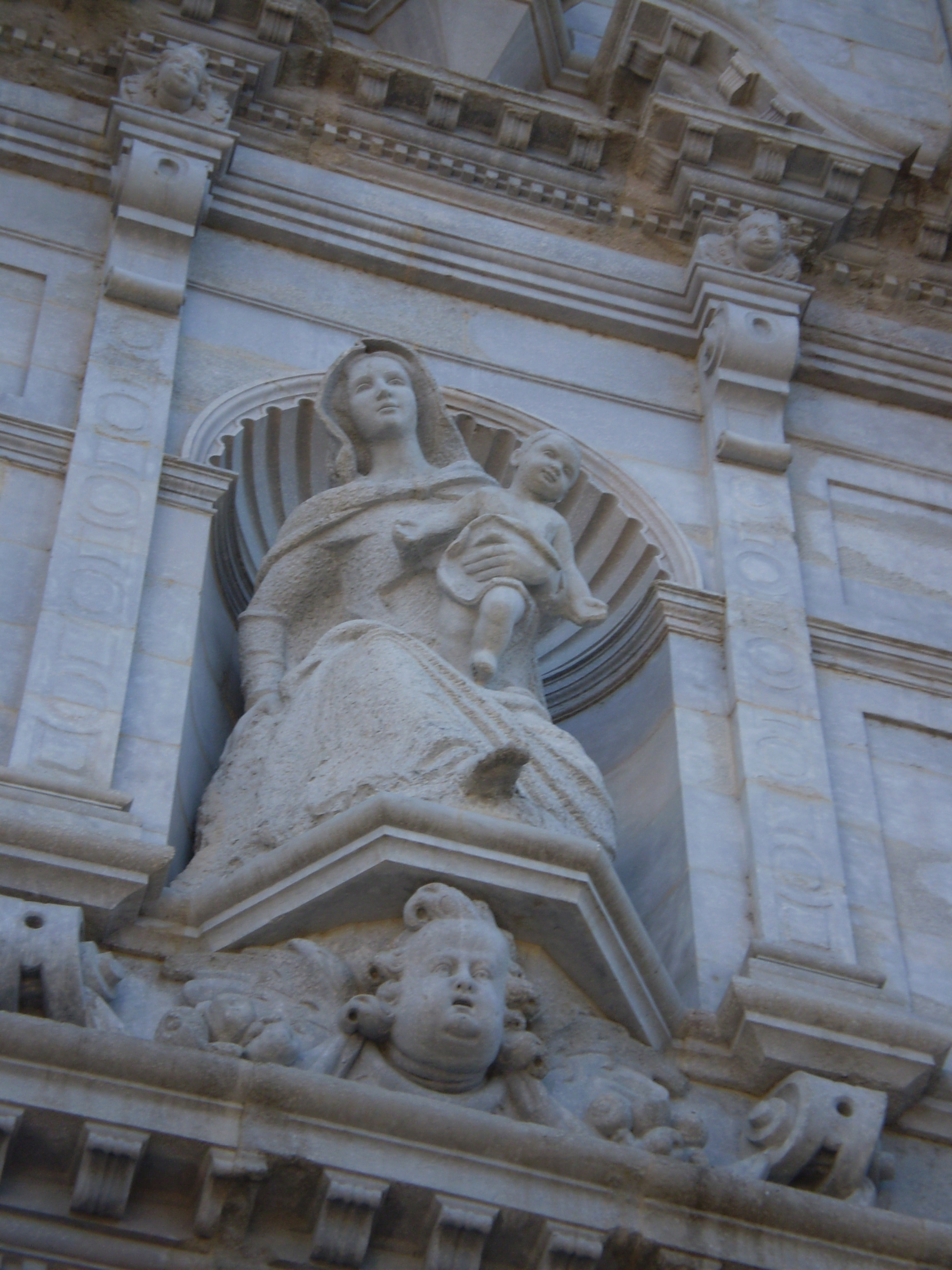
Verge Maria, façana principal de la Catedral de Girona